# Allium tripterum
Allium tripterum är en amaryllisväxtart som beskrevs av Nasir. Allium tripterum ingår i släktet lökar, och familjen amaryllisväxter. Inga underarter finns listade i Catalogue of Life.